# Разумовский, Иван Кириллович
Граф Иван Кириллович Разумовский (6 августа 1761—1802) — генерал-майор, командир Малороссийского гренадерского полка, представитель второго поколения Разумовских.

## Биография
Младший сын последнего малороссийского гетмана Кирилла Григорьевича Разумовского и Екатерины Ивановны Нарышкиной. По планам родителей должен был унаследовать принадлежавшее матери имение Поливаново, где было начато возведение для него дворца-усадьбы, больше напоминающего замок. В 9 лет лишился матери.
Граф Иван не получил уже такого, как прочие братья, домашнего воспитания. После смерти жены отец его находился под полным влиянием графини С. О. Апраксиной, не любившей расходов и прихотей; на воспитание мальчика смотрели сквозь пальцы, он не имел, подобно братьям своим, ни выписных из-за границы гувернеров, ни академических профессоров и рано был отдан в кадетский шляхетный сухопутный корпус, где и окончил учение в марте 1782 года и был выпущен поручиком в Севский мушкетёрский полк.
20 мая того же года поступил в штаб своего отца и назначен при нём флигель-адъютантом. В этом звании он принимал участие в походах в 1782—1783 гг. в Польшу, а в 1784 г. был произведён в премьер-майоры и назначен генерал-аудитор-лейтенантом и генеральс-адъютантом при своём отце. Старик-гетман, желая вознаградить потерянное, в 1785 году отправил уже двадцатилетнего сына за границу, в сопровождении некоего Фюслена, но это никакой пользы не принесло.
Успев привыкнуть ранее к разгульной жизни у себя в отечестве, граф Иван Кириллович и за границей не заботился о скучных лекциях: он думал только о развлечениях, которые представляла ему Европа, несмотря на то, что отец его имел намерение удалять его от всех больших городов и сделать настоящим студентом в каком-нибудь месте Германии или Швейцарии и оставить учиться за границею по малой мере года два или три. Молодой Разумовский из Санкт-Петербурга поехал в Копенгаген, где был в это время брат его Андрей, и там решено было направить его в Лозанну, куда он скоро и переселился и зажил весьма весело. Отец его был этим недоволен и скоро вернул сына из-за границы.
Уже в 1788 г. Иван Кириллович состоял при Дунайской армии. Он перешёл в штаб фельдмаршала Г. А. Потёмкина, принимал участие в осаде и штурме Измаила в 1788 году, а в следующем, 1789 г., произведён в полковники и определён Малороссийский гренадерский полк. С этим полком он отличился в сражении при Сальче и в дальнейшем преследовании турок; он участвовал также при взятии Бендер и при обстреливании Измаила. В 1790 г. он перемещён на должность командира бывшего Фанагорийского гренадерского полка, который в том же 1790 году получил название Малороссийского гренадерского полка. Перешёл с ним Дунай в 1791 году и 18 марта 1792 года был награждён орденом св. Георгия 4-го класса (№ 467 по кавалерскому списку Судравского и № 893 по списку Григоровича — Степанова)
За храбрые и мужественные подвиги, оказанные в сражении при Мачине.
Он был хороший товарищ и храбрый офицер, но чрезмерно предавался кутежам и картам и беспрестанно тревожил отца просьбами о деньгах. Наконец, беспутная жизнь расстроила его довольно слабое здоровье до того, что в 1792 г. доктора отправили его за границу. В это путешествие он тратил множество денег и наделал много долгов; это, наконец, побудило отца его (20 января 1793 г.) написать ему, что впредь он не намерен платить по его векселям и «рекомендовать» ему отправиться обратно в отечество через Вену, Киев и Малороссию.
Граф Иван Кириллович возвратился в Россию в 1794 г. и со своим полком стоял в Польше, продолжая кутить и делать долги. Здоровье его было плохо: он имел припадки грудной болезни и хотел сдать свой полк. 1 января 1795 г. он был произведён в бригадиры, а затем, 23 февраля 1796 г., по прошению, уволен от службы с производством в генерал-майоры. В 1799 году ненадолго вернулся к строевой службе.
Находясь в отставке, граф Иван жил то в Москве, то за границею, страдая злой чахоткой. Он наделал также и в это время безумно много долгов и надавал всем на себя «кабалы», по выражению его отца. В 1801 году граф Иван еле живой приезжал ещё раз в Батурин проститься с отцом пред отъездом своим в Италию, куда он ехал, и там умер через год, в 1802 году в Риме.
Граф Разумовский женат не был, но долгие годы находился в близких отношениях с княгиней Екатериной Николаевной Меншиковой, ур. Голицыной (1764—1832), женой князя С. А. Меншикова. Оставил после себя воспитанницу Дарью Ивановну, вышедшую в 1819 году за надворного советника Василия Герасимовича Удовика.